# Rethonvillers
Rethonvillers là một xã thuộc tỉnh Somme trong vùng Hauts-de-France miền bắc nước Pháp.

## Dân số
| 1962                                            | 1968 | 1975 | 1982 | 1990 | 1999 | 2006 |
| ----------------------------------------------- | ---- | ---- | ---- | ---- | ---- | ---- |
| 304                                             | 335  | 286  | 303  | 335  | 300  | 337  |
| Starting in 1962: Population without duplicates |      |      |      |      |      |      |

## Places of interest
- 18th century church